# Leptogorgia fasciculata
Leptogorgia fasciculata is een zachte koraalsoort uit de familie Gorgoniidae. De koraalsoort komt uit het geslacht Leptogorgia. Leptogorgia fasciculata werd in 1918 voor het eerst wetenschappelijk beschreven door Bielschowsky. 